# Alphabet (Film)
Alphabet ist ein österreichischer Dokumentarfilm, der ein kritisches Licht auf die zunehmende Konkurrenz in der Bildung wirft.
Der 2013 veröffentlichte Film ist nach We Feed the World und Let’s Make Money der dritte österreichische Dokumentarfilm von Erwin Wagenhofer. Kinostart war in Österreich der 11. Oktober 2013, in Deutschland der 31. Oktober 2013.

## Inhalt
Der Film bildet Kommentare verschiedener Personen zum Thema Bildung ab:
- Der Bildungsexperte Ken Robinson spornt in einem Vortrag zum unangepassten Denken, zur Kreativität an.
- Der Bildungsforscher Andreas Schleicher konzipierte einst die PISA-Studien und zeigt sich beeindruckt von der Leistungsbereitschaft der Chinesen.
- Der Pekinger Professor der Abteilung Bildung/Pädagogik, Yang Dongping, zeigt sich besorgt über den Leistungsdruck in Chinas Schulsystem. Der Konkurrenzdruck steige und nirgendwo sei die Suizidrate unter Schülern so hoch wie hier.
- Der Hirnforscher Gerald Hüther rät ab, Menschen zu zwingen, sich zu bilden. Man könne sie nur dazu einladen.
- Der Pädagoge Arno Stern lässt seit 60 Jahren Kinder und Jugendliche in seinem „Malort“ in Paris malen. Er lädt zum freien Spiel ein und nicht zur „anerzogenen Kunst und Abstraktion“.
- André Stern, der Sohn von Arno Stern, hat nie eine Schule besucht und ist als Gitarrenbauer tätig.
- Die Hamburger Schülerin Yakamoz Karakurt beklagt in einem offenen Brief das Schulsystem und fordert mehr Zeit für ein eigenes Leben außerhalb der Schule.
- Thomas Sattelberger, bis 2012 Personalvorstand der Deutschen Telekom, warnt vor der „Verkürzung des Lebens auf die Ökonomie“.
- Pablo Pineda zeigt, dass das vorhandene Schulsystem ein einseitiges Menschenbild hat, welches durch Konkurrenz, Auslese und Gehorsam geprägt ist. Für ihn ist das das Konzept der Angst. Er stellt das „Konzept der Liebe“ vor.

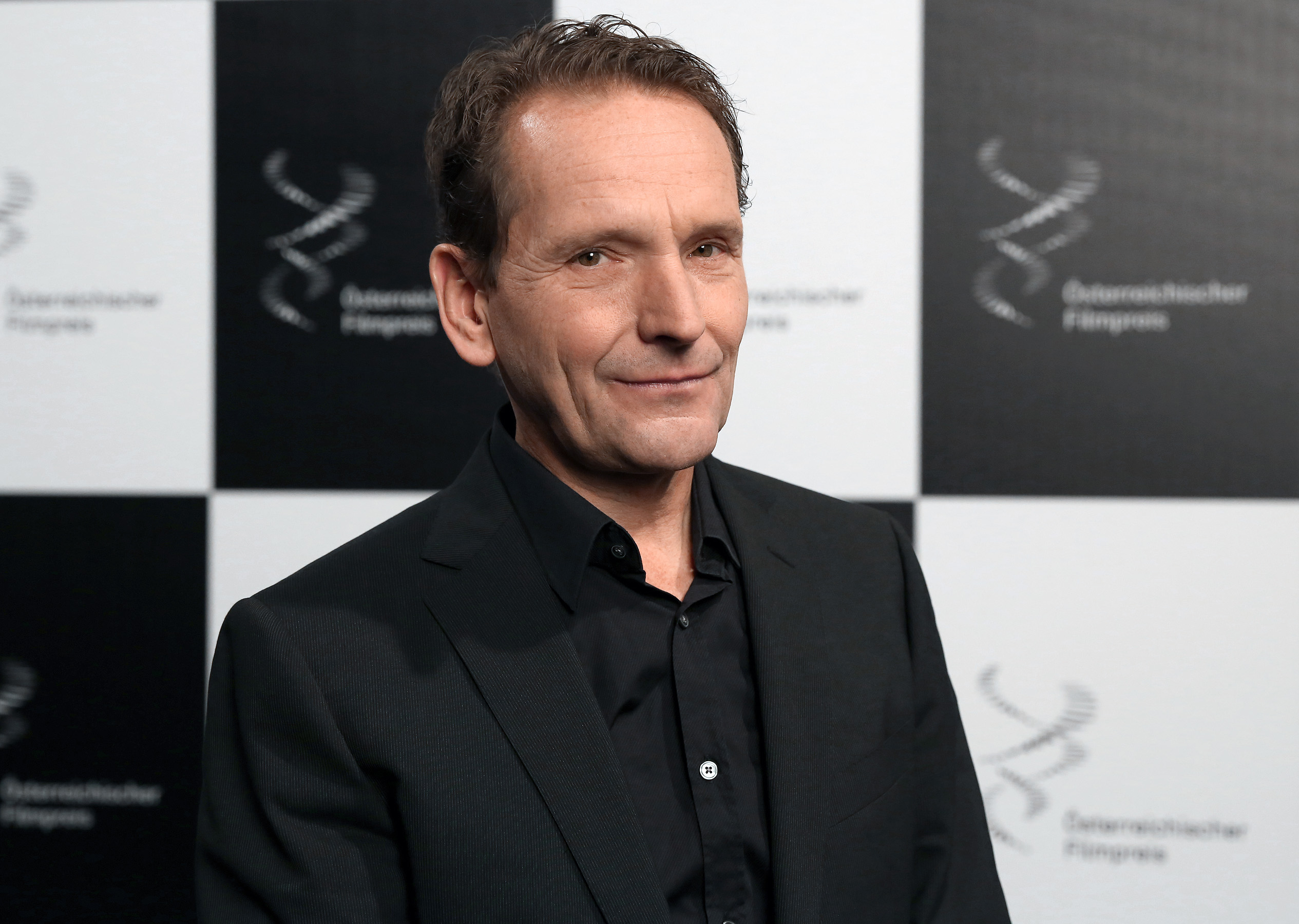
Erwin Wagenhofer, mit Alphabet in der Kategorie „Beste Dokumentation“ für den Österreichischen Filmpreis 2014 nominiert

## Kritik
„Wir müssen anders leben, sagte Wagenhofer schon über We feed the World. Diese Dringlichkeit macht sein Werk aus. Damit setzt er sich von der Katastrophen-Dramatik ab, der manche seiner Kollegen erliegen, und wird zum Quälgeist, denn verantwortlich ist für ihn nicht das System, sondern jeder einzelne. Die Forderung nach einer eigenen Haltung hat er nie drängender gestellt als in Alphabet.“